# Eschenau (Gemeinde Vitis)
Eschenau ist eine Katastralgemeinde und ein Ort in der Marktgemeinde Vitis, Bezirk Waidhofen an der Thaya. Am 1. Jänner 2024 verfügte der Ort über eine Bevölkerung von 66 Personen.

## Geografie
Die Katastralgemeinde Eschenau liegt im Osten des Gemeindegebietes von Vitis und grenzt im Westen an die Katastralgemeinden Grafenschlag, Jetzleser Wald und Jaudling. Im Nordosten grenzt Eschenau an die Gemeinde Waidhofen an der Thaya-Land (Katastralgemeinde Nonndorf), im Südosten an die Gemeinde Windigsteig (Katastralgemeinden Grünau, Markl und Kleinreichenbach). Im Norden verläuft der Taulingbach durch die Katastralgemeinde, im Süden reicht der Schacherwald bis über die Grenze der Katastralgemeinde hinein. Die Ortschaft Eschenau selbst liegt in einer Senke und ist verkehrstechnisch über die Zwettler Straße (B 36) an den Markt Vitis angebunden, wobei die Zwettler Straße von Eschenau über Grafenschlag nach Vitis führt.

## Geschichte
Der Ortsname Eschenau wurde erstmals am 9. Mai 1389 im Stadtbuch von Waidhofen an der Thaya verzeichnet, als ein „Stephlein dem Eschenawr“ genannt wurde. Der Ortsname leitet sich dabei von einer mit Eschen bewachsenen Au ab.
Eschenau gehörte Ende des 16. Jahrhunderts zur Hälfte der Herrschaft Meiers, die zweite Hälfte war im Besitz der Herrschaft Grünau. Während die Ortsobrigkeit in den Händen von Grünau lag, hatte Meires die Landgerichtsobrigkeit inne. Im Zuge der Aufhebung der Grundherrschaft 1848 wurde die Eschenau zu einer eigenständigen Gemeinde erhoben, wobei der Gemeinde auch die Ortschaft Grafenschlag zugeschlagen wurde. Mit einem Gesetz vom 28. März 1927 wurden Grafenschlag und Eschenau jedoch wieder getrennt. Laut Adressbuch von Österreich waren im Jahr 1938 in der Ortsgemeinde Eschenau ein Gemischtwarenhändler, ein Schmied, ein Schneider, ein Trafikant und ein Wasenmeister ansässig. Im Zuge einer forcierten Gemeindezusammenlegung wurden Eschenau und Grafenschlag per 1. Jänner 1970 der Marktgemeinde Vitis zugeschlagen. 
1928 verfügte Eschenau noch über einen Gastwirt, einen Schneider und einen Schmied, in der zweiten Hälfte des 20. Jahrhunderts war Eschenau jedoch von einem massiven Bevölkerungsverlust betroffen. Die Zahl der Häuser in Eschenau blieb hingegen über Jahrhunderte nahezu unverändert. Umfasste der Ort Ende des 16. Jahrhunderts 22 Häuser, so wuchs die Ortschaft bis 1900 lediglich auf 27 Häuser an. 1951 gab es in Eschenau 25 Häuser, 2000 29 Häuser.
Im politischen Bereich dominiert die Österreichische Volkspartei (ÖVP) analog zur Gemeindeebene die Wahlergebnisse. So erreichte die ÖVP im Wahlsprengel Eschenau bei der Gemeinderatswahl 2010 80 % (Gemeindeergebnis: 70 %) und die Sozialdemokratische Partei Österreichs (SPÖ) 20 % (Gemeindeergebnis: 30 %). 2005 hatte die ÖPV 71 % erreicht.

## Bauwerke
Bei der Ortschaft Eschenau handelt es sich um ein Längsangerdorf mit Gartenäckern, das vor allem Drei- und Vierseithöfe mit teilweise schlichten Putzfassaden umfasst. Die Ortskapelle wurde zwischen 1853 und am 6. November 1854 von Dechant Mathias Peter aus Heidenreichstein der heiligen Anna geweiht. Bei der Kapelle handelt es sich um einen schlichten Bau mit Rundbogenfenstern, eingezogener Apsis und Gieblturm, der über einen Zwiebelhelm zwischen Giebelanschwüngen verfügt. Über der zweijochigen Kapelle erhebt sich ein Platzlgewölbe über Gurtbögen. Das Altarblatt zeigt den Unterricht Marias, ein barockes Bild den Gnadenstuhl. Zudem verfügt die Kapelle über eine barockisierende Schnitzfigur (Schmerzensmann) und eine Kastenkrippe. Neben der Kapelle besteht zudem eine Wegkapelle an der Straße nach Grünau, die aus dem 19. Jahrhundert stammt. 